# Sarcoglyphis
Sarcoglyphis es un género de orquídeas epifitas originarias de Nueva Guinea. Comprende 13 especies descritas y de estas 12 aceptadas.

## Taxonomía
El género fue descrito por Leslie A. Garay y publicado en Botanical Museum Leaflets 23(4): 200. 1972.

## Especies aceptadas
A continuación se brinda un listado de las especies del género Sarcoglyphis aceptadas hasta marzo de 2013, ordenadas alfabéticamente. Para cada una se indica el nombre binomial seguido del autor, abreviado según las convenciones y usos.
- Sarcoglyphis arunachalensis A.N.Rao
- Sarcoglyphis comberi (J.J.Wood) J.J.Wood
- Sarcoglyphis fimbriatus (Ridl.) Garay
- Sarcoglyphis flava (Hook.f.) Garay
- Sarcoglyphis lilacina (J.J.Sm.) Garay
- Sarcoglyphis magnirostris Z.H.Tsi
- Sarcoglyphis masiusii Miadin, A.L.Lamb & Emoi
- Sarcoglyphis mirabilis (Rchb.f.) Garay
- Sarcoglyphis pensilis (Ridl.) Seidenf.
- Sarcoglyphis potamophila (Schltr.) Garay & W.Kittr.
- Sarcoglyphis smithiana (Kerr) Seidenf.
- Sarcoglyphis thailandica Seidenf.